# Reinhold von Stackelberg
Reinhold Alexander Graf von Stackelberg (* 6. August 1797 in Ellistfer, Gouvernement Livland; † 7. November 1869 in Dorpat, Gouvernement Livland) war ein livländischer Landrat.

## Leben
Reinhold von Stackelberg stammte aus der deutschbaltischen adligen Familie von Stackelberg. Nachdem er 1815 seine Schulbildung am Gymnasium in Dorpat abgeschlossen hatte, studierte er an den Universitäten Moskau, Göttingen, Heidelberg und Paris Rechtswissenschaften und zur philosophischen Fakultät gehörende Fächer. 1816 wurde er in Göttingen Mitglied des Corps Curonia V. Nach Abschluss des Studiums lebte er in Rom, bevor er 1822 die väterlichen Güter Ellistfer und Allatzkiwi übernahm. Zu seinem Besitz gehörten weiterhin in Livland bis 1827 das Gut Mähof, von 1833 bis 1845 das Gut Kayafer und von 1841 bis 1853 das Gut Kuckulin. In Estland gehörten die Güter Türsel, Sottküll, Hohenholm und Lauck zu seinem Besitz.
1826 wurde von Stackelberg zum Kirchspielsrichter des 1. Bezirkes des Dorpater Kreises und 1830 zum Kreisdeputierten des Dorpat-Werroschen Kreises gewählt. Von 1834 bis 1836 war er im russischen Staatsdienst tätig, wo er im Auftrag des Ministeriums des Inneren das europäische Russland und Transkaukasien bereiste. Nachdem er 1836 in die 5. Abteilung der Kanzlei des Zaren überführt worden war, nahm er noch im gleichen Jahr seinen Abschied aus dem russischen Staatsdienst und kehrte nach Livland zurück, wo er von 1836 bis 1854 zum livländischen Landrat und Assessor des Hofgerichts gewählt wurde. Er war Stellvertreter des Landmarschalls Eduard von Richter. Weiterhin war er Oberkirchenvorsteher des Dorpater Kreises und Kurator des Adeligen Fräuleinstifts in Fellin.